# Шосе A2 (Латвія)
Шосе А2 (Рига — Сігулда — Кордон Естонії (Веклайцене)), також відоме як Відземське або Псковське шосе — національна дорога в Латвії, яка з'єднує Ригу з естонським кордоном (Веклайцене). Шосе продовжується в Естонії як шосе 7, а потім в Росії як A212 до Пскова. Шосе повністю покрите асфальтом, а його довжина в Латвії становить 196 м км. Наразі A2 має смуги 2х2 від Риги майже до Сігулди, потім вона перетворюється на смуги 1х1. Від Ризької об'їзної шосе є частиною європейської траси E77.
На ділянці від Ризької об’їзної до «Сеніте» обмеження швидкості поза населеними пунктами становить 110 км/год влітку і 90 км/год взимку. Після «Сеніте» обмеження швидкості поза населеними пунктами – 90 км/год цілий рік.

## Трафік
Шосе A2 є одним з найбільш завантажених автомагістралей у Латвії, що досягає понад 41 000 автомобілів на день на ділянці від Риги до розв’язки A1/A4. На ділянці до Р3 інтенсивність руху сягає близько 29 тис. автомобілів на добу. На ділянці до шосе A3 (Sēnīte) шосе користуються в середньому 22 000 автомобілів на день. Від траси A3 до траси P8 (Сігулда) цією дорогою проїжджає в середньому 14 000 автомобілів на день. До шосе P20 шосе в середньому користується не більше 9000 автомобілів на день, а на подальшій ділянці до шосе P30 шосе користується в середньому 3000 автомобілів на день, але до кінця шосе в Латвії не більше 4000 автомобілів на добу. На деяких ділянках навіть менше 1000 автомобілів на добу.
На трасі встановлено 12 стаціонарних радарів (у тому числі на обох смугах руху). У 2023 році в Латвії планується почати використовувати радари контролю середньої швидкості, один з яких буде розташований на ділянці траси A2 54.4 - 62.2 км.

## Історія
Будівництво Відземського шосе почалося в 1839 році. Ферми в радіусі 20 кілометрів від місця робіт були змушені допомогти в будівництві, надавши людину з кінним екіпажем, навантаженим камінням. Будівництво дороги почалося в Ризі й було завершено в 1858 році, коли вона була включена в мережу шосе Санкт-Петербург - Псков - Варшава. Між певними відстанями були побудовані кінні поштові станції, де гінці змінювали коней (наприклад, у Берзкрогсі, Лізеспасті тощо.). Спочатку дорога була вимощена камінням, усю довжину заасфальтували лише після Другої світової війни.
До фінансової кризи 2008 року планувалося перебудувати дорогу як швидкісну магістраль від Риги до «Сеніте» (23,3 км) з 2011 по 2015 рік, але через брак коштів реконструювали лише ділянку від Бергі до Гаркального. У квітні 2019 року розпочалися будівельні роботи на ділянці від Гаркалне до «Сеніте», які були завершені в серпні 2020 року  Контрактна вартість проєкту становила 46,5 млн євро, з яких 60% фінансував державний бюджет і 40% співфінансував Фонд згуртованості ЄС.
У жовтні 2021 року стартувала реконструкція залізничного мосту в Сігулді. У рамках будівельних робіт також облаштують поряд із дорогою доріжку для пішоходів та велосипедистів. Будівельні роботи виконує SIA Viadukts за контрактною ціною 3,1 млн євро, які повністю фінансуються з державного бюджету. Завершення будівельних робіт очікується до кінця 2022 року 
На початку серпня 2022 року розпочалася реконструкція ділянки дороги «Sēnīte» – Sigulda, яку планують завершити восени 2023 року. Будівельні роботи виконує SIA Binders, договірна вартість проєкту становить 12,3 млн євро, з яких 85% (10,5 млн євро) співфінансує Фонд згуртованості ЄС.

## Міста і селища які лежать на шляху
- Рига
- Гаркальне
- Вангажі
- Гауя (місто)
- Сігулда
- Аугшлігатне
- Ієрікі
- Драбеші
- Берзкрогс
- Грюнбшале
- Віреші
- Лізеспастс

## Галерея

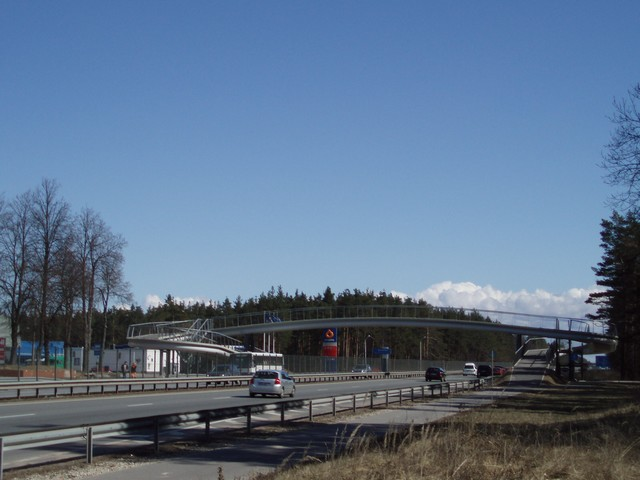
A2 біля Бергі, Рига
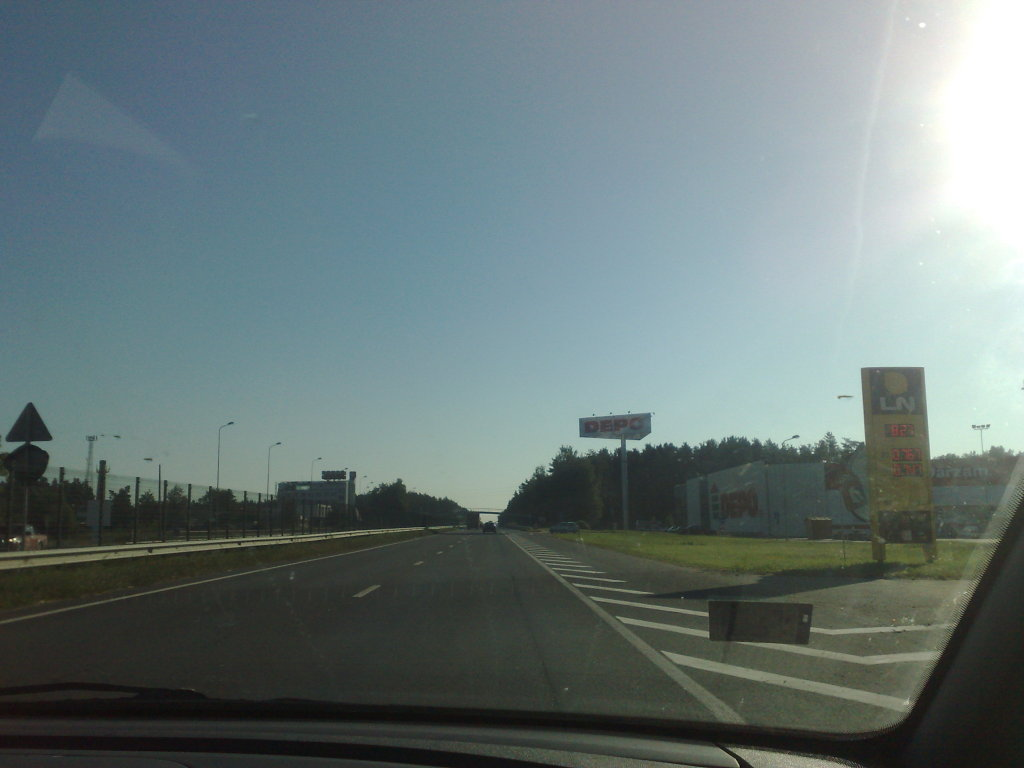
A2 біля Бергі, Рига
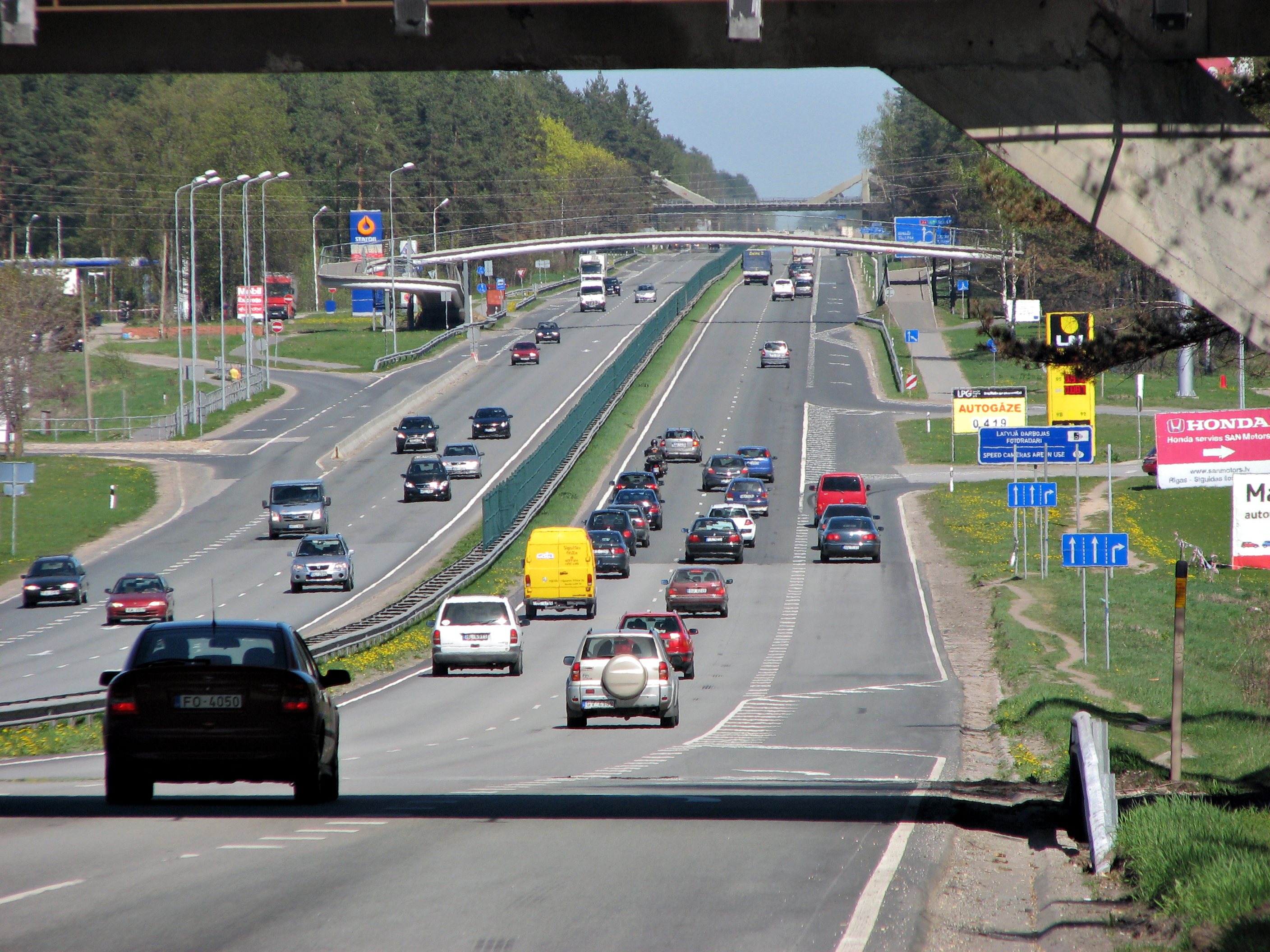
A2 вид від кордону з Ригою до Сігулди.
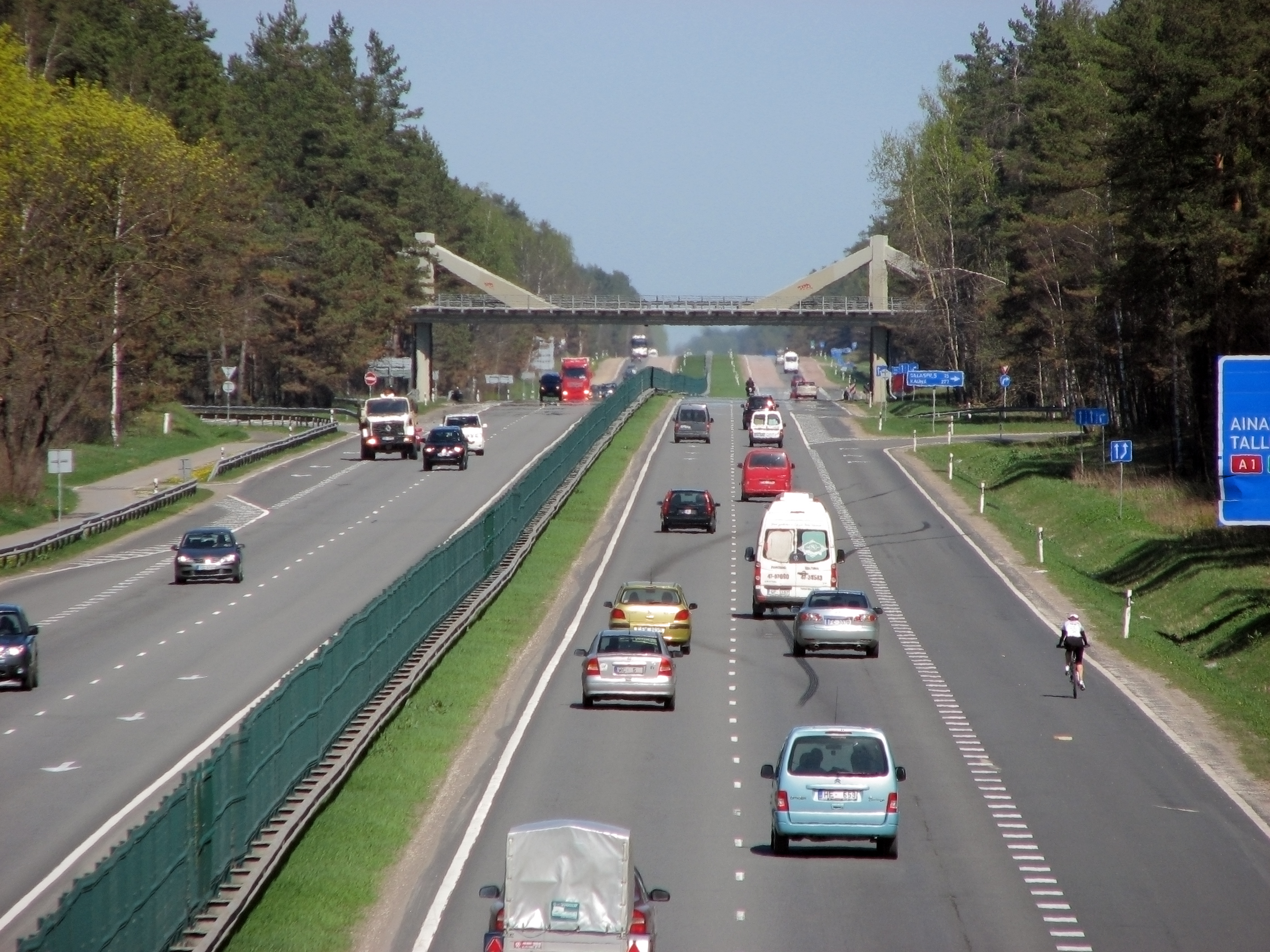
A2, вид з пішохідного мосту в Бергі.
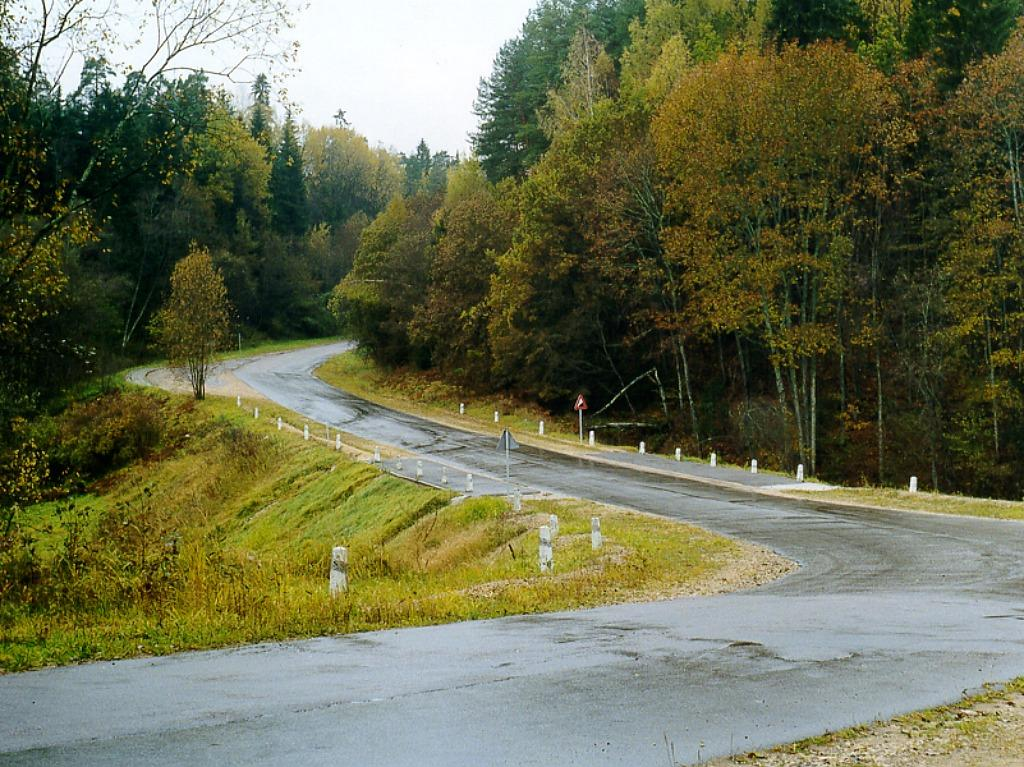
Частина A2, тепер замінена новішою та рівною дорогою в Сігулді, 1998 рік.
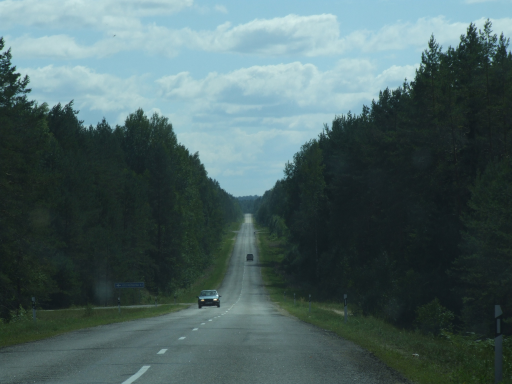
A2 біля Апе у 2006 році.